# Прибережні ліси та рідколісся Північного Суахілі
Прибережні ліси та рідколісся Північного Суахілі або Північна мозаїка занзібарсько-іньямбанських прибережних лісів (ідентифікатор WWF: AT0125) — афротропічний екорегіон тропічних та субтропічних вологих широколистяних лісів, розташований у прибережних районах Східної Африки.

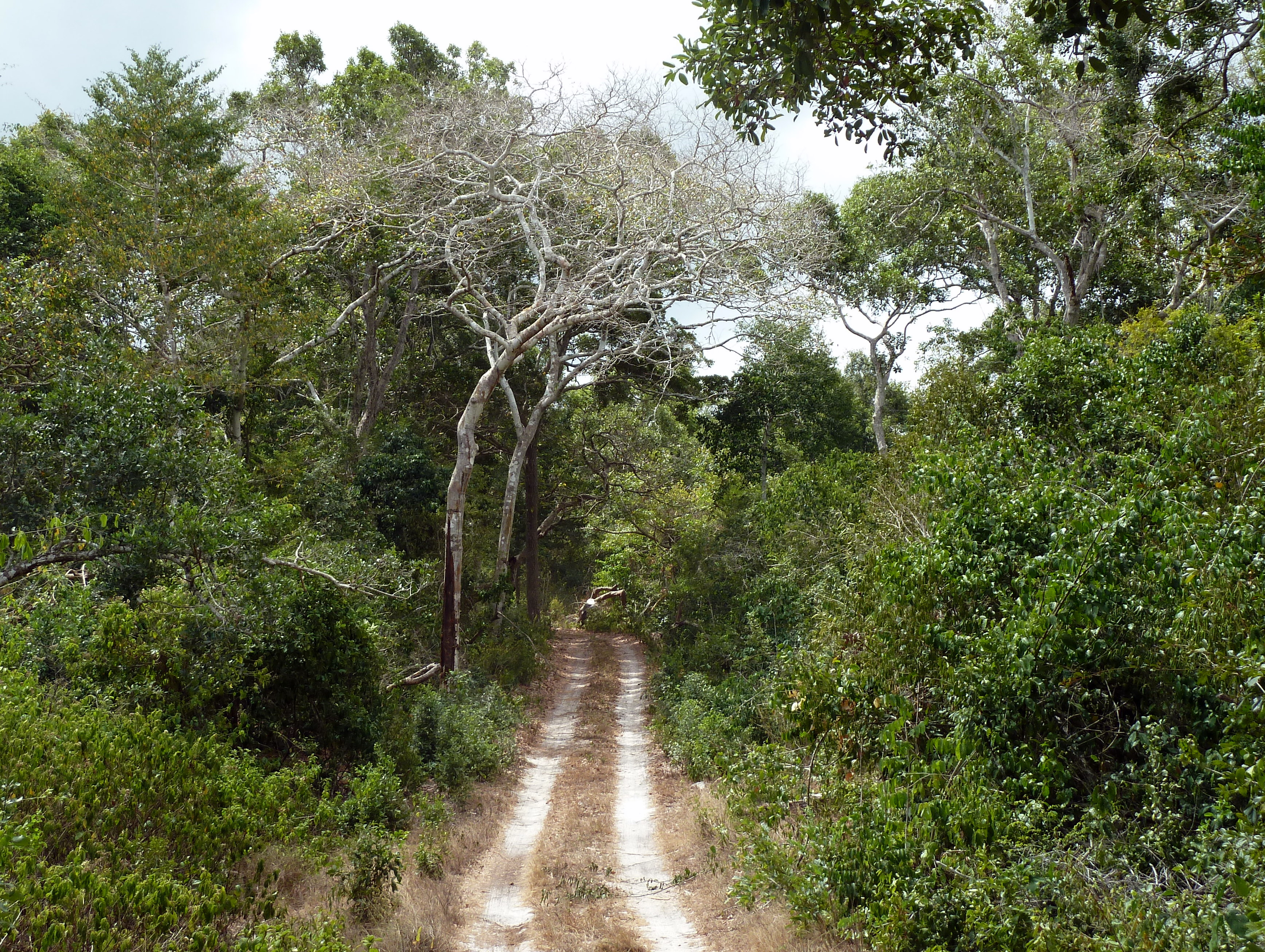
Ліс Арабуко-Сококе (Кенія)

## Географія
Екорегіон прибережних лісів та рідколісь Північного Суахілі простягається приблизно на 1600 км з півночі на південь вздовж узбережжя Індійського океану через територію Сомалі, Кенії та Танзанії. Північною межею регіону є долини річок Джубба та Вебі-Шебелле в центральному Сомалі. У північно-східній Кенії екорегіон розширюється, охоплюючи, крім власне смуги на океанічному узбережжі, також долину Тани, найбільшої річки цієї країни. У північно-східній та східній Танзанії екорегіон простягається вглиб країни до підніжжя гір Східної Усамбари, Улугуру, Нгуру та Удзунгви, які є частиною гір Східної Дуги. Далі на південь екорегіон охоплює нижню частину басейну Руфіджі і звужується до прибережної смуги. Південною межею регіону є гирло річки Лукуледі, в якому розташоване місто Лінді. Окрім прибережної смуги, екорегіон прибережних лісів та рідколісь Північного Суахілі охоплює також острови Пемба, Унгуджа та Мафія, що складають Занзібарський архіпелаг, а також деякі менші прибережні острови в Індійському океані, зокрема архіпелаг Ламу.
На південь від регіону, за річкою Лукуледі, починаються прибережні ліси та рідколісся Південного Суахілі, які разом з цим екорегіоном складають біогеографічний регіон східноафриканських прибережних лісів. В глибині континенту ліси екорегіону переходять у сомалійські, північні і південні акацієво-комміфорові чагарники та хащі та у східні міомбові рідколісся (з півночі на південь). У горах Усамбара, Улугуру, Нгуру та Удзунгва поширені ліси Східної дуги, які разом з прибережними лісами та рідколіссями Північного Суахілі, є одним з найважливіших центрів рослинного різноманіття в Африці. Крім того, на морському узбережжі регіону зустрічаються ділянки східноафриканських мангрів.
Екорегіон містить велике різноманіття типів гірських порід, від докембрійських порід фундаменту до молодих неконсолідованих відкладів в гирлах річок та вздовж узбережжя. На більшій частині регіону переважають морські осадові породи, що сформувалися після розпаду Пангеї, а ближче до узбережжя — більш молоді відклади. За останні 30 мільйонів років територія екорегіону зазнала значної тектонічної активності, яка сформувала невисокі горбогір'я заввишки 100-300 м. Ця активність також призвела до зміни берегової лінії, до подальшого відкладання осадових порід та до їх ерозії. На східноафриканське узбережжя також вплинула тектонічна активність, пов'язана з формуванням Східно-Африканського рифту. Один з тектонічних розломів призвів до формування глибоководного жолоба, який ізолював острів Пемба.
В межах екорегіону зустрічається приблизно 12 типів ґрунтів, які варіюються від "піщаних, недостатньо дренованих" і "супіщаних, надмірно дренованих" до "суглинків, помірно дренованих", "суглинків, недостатньо дренованих" та "глинистих, недостатньо дренованих". Регулярна та передбачувана зміна ґрунтів на схилах регіону породила теорію ланцюгової сукцесії ґрунтів.
Територія екорегіону є частиною узбережжя Суахілі, населенного однойменним народом. Центральна частина регіону (південно-східна Кенія та північно-східна Танзанія) є досить густонаселеною (близько 100 осіб/км²). Тут розташовані такі великі міста, як Момбаса, Танга та Дар-ес-Салам, найбільше місто та колишня столиця Танзанії, у якому живе понад п'ять мільйонів людей. На півночі і півдні регіону густота населення різко скорочується до 1-10 осіб/км², відповідно до зменшення кількості опадів та посилення сезонності.

## Клімат
На більшій частині екорегіону переважає саванний клімат (Aw за класифікацією кліматів Кеппена), який характеризується середньою температурою вище 25 °C та високою вологістю. На півночі регіону в році є два сезони дощів: довгий з квітня по червень і короткий з листопада по грудень. На півдні регіону дощі переважно йдуть протягом одного тривалого сезону дощів з квітня по червень. Тривалий сухий сезон, під час якого навіть лісова підстилка може висохнути, є важливим фактором, що впливає на ліси регіону.
Однією з визначних рис регіону є надзвичайна мінливість кількості опадів з року в рік, коли сухі сезони іноді переходять у посуху, а сезони дощів спричиняють сильні повені. Однак, незважаючи на значні коливання у кількості опадів, загалом клімат екорегіону залишався відносно стабільним протягом майже 30 мільйонів років, навіть під час холодних та сухих льодовикових періодів.

## Флора
Рослинний покрив екорегіону представлений лісами та рідколіссями, розподіл яких залежить від клімату та ґрунтів. Також в регіоні трапляються савани та сезонні і постійні водно-болотні угіддя.
Основними рослинними угрупованнями регіону є прибережні ліси, багато дерев в яких скидають листя під час сухого сезону, хоч і не всі одночасно. В цих лісах багато ліан, натомість епіфітів відносно мало. Більш вологий тип цих лісів зустрічається в Кенії та на півночі Танзанії, а більш сухі прибережні ліси поширені на більшій площі і простягаються далі на північ і південь. Деякі види рослин асоціюються з вологими або сухими лісами, тоді як інші зустрічаються повсюдно.
У вологих прибережних лісах крони дерев розташовані на висоті 15-20 м над землею, а деякі емерджентні дерева досягають висоти 30-35 м. Серед дерев, що складають основу цих лісів, слід відзначити кванзенську афцелію (Afzelia quanzensis), африканську білу грушу (Apodytes dimidiata), африканський несправжній фікус (Trilepisium madagascariense), філіппінський каркас (Celtis philippensis), коралове дерево Сакле (Erythrina sacleuxii), прекрасне фернандоа (Fernandoa magnifica), чоудську сикомору (Ficus vallis-choudae), вільхолисту малаканту (Malacantha alnifolia) та несогордонію Хольтца (Nesogordonia holtzii), які досягають 20 м у висоту, пласку альбіцію (Albizia adianthifolia), комбретум Шумана (Combretum schumannii), африканську кордилу (Cordyla africana), ордалійне дерево (Erythrophleum suaveolens), іньямбанеллу Енрікеша (Inhambanella henriquesii), ланнею Вельвіча (Lannea welwitschii), капську макарангу (Macaranga capensis), занзібарську манілкару (Manilkara sansibarensis), будівничий мімузопс (Mimusops aedificatoria), малолисточкову ньютонію (Newtonia paucijuga), блакитний макролобій (Paramacrolobium coeruleum), коротконіжковий синсепал (Synsepalum brevipes) та дрібноцвіту ксілопію (Xylopia parviflora), які досягають 25 м у висоту, баланіт Вільсона (Balanites wilsoniana), африканське ебенове дерево (Diospyros mespiliformis), великоприлисткову жюльбернардію (Julbernardia magnistipulata), філіколисту паркію (Parkia filicoidea), східноафриканський бомбакс (Rhodognaphalon mossambicense) та занзібарське копалове дерево (Hymenaea verrucosa), які досягають 30 м у висоту, а також африканський анчар (Antiaris toxicaria subsp. africana), африканське тикове дерево (Milicia excelsa), кіліманджарське махагоні (Lovoa swynnertonii), африканський ріцинодендрон (Ricinodendron heudelotii), високу стеркулію (Sterculia appendiculata) та замбезійську терміналію (Terminalia sambesiaca), які досягають 35 м у висоту.
У більш сухих прибережних лісах деякі високі види дерев можуть домінувати над іншими, тоді як у вологих лісах лісовий намет зазвичай складають різні види дерев. Серед дерев, що ростуть у сухих прибережних лісах, слід відзначити занзібарську варнекію (Warneckea sansibarica), яка досягає 9 м у висоту, борознисту манілкару (Manilkara sulcata), яка досягає 10 м у висоту, цинометру Веббера (Cynometra webberi), сомалійську олдфілдію (Oldfieldia somalensis) та індійський тамаринд (Tamarindus indica), які досягають 12 м у висоту, великоприлисткову жюльбернардію (Julbernardia magnistipulata), яка досягає 10-15 м у висоту, кванзенську афцелію (Afzelia quanzensis), альбіцію Петерса (Albizia petersiana), африканський несправжній фікус (Trilepisium madagascariense), уїльську мухуху (Brachylaena huillensis), оксамитове цибулинне дерево (Cassipourea euryoides), комбретум Шумана (Combretum schumannii), куссонію Ціммермана (Cussonia zimmermannii), малолисточкову ньютонію (Newtonia paucijuga), африканську плеуростілію (Pleurostylia africana) та скородофлой Фішера (Scorodophloeus fischeri), які досягають 15 м у висоту, занзібарську манілкару (Manilkara sansibarensis) та занзібарське копалове дерево (Hymenaea verrucosa), які досягають 18 м у висоту, а також усамбарську могутню акацію (Vachellia robusta subsp. usambarensis) та баланіт Вільсона (Balanites wilsoniana), які досягають 20 м у висоту.
На східних, звернених до моря схилах гір Усамбара, Улугуру, Нгуру та Удзунгва в Танзанії та пагорбів Шимба в південно-східній Кенії, на висоті понад 800 м над рівнем моря, а подекуди і на нижчих висотах в долинах річок, ростуть перехідні дощові ліси. Дерева в них досягають середньої висоти і представлені як низинними гвінейсько-конголезькими, так і афрогірськими видами. Серед дерев, що складають основу перехідних дощових лісів, слід відзначити капську макарангу (Macaranga capensis), марантес Гьотца (Maranthes goetzeniana), зірчасту морінду (Morinda asteroscepa), ньютонію Б'юкенена (Newtonia buchananii), м'який стрихнос (Strychnos mitis) та лісовий махагоні (Trichilia dregeana). До 40 % великих дерев в цих лісах є ендемічними, зокрема усамбарські брохонеури (Brochoneura usambarensis) та усамбарські енглерові дерева (Englerodendron usambarense).
На нижніх схилах гір Улугуру, Нгуру та Усамбара, а також в районах Уланга та Іринга в Танзанії зустрічаються вічнозелені низинні дощові ліси. Лісовий намет в них розташований на висоті 20 м над землею, а дерева, що складають його основу, можуть досягати 40 м у висоту. Серед характерних дерев, що переважають у низинних дощових лісах регіону, слід відзначити несправжньокитицеву анінгерію (Aningeria pseudoracemosa), африканський анчар (Antiaris toxicaria subsp. africana), ньяську науклею (Nauclea nyasica), африканське тикове дерево (Milicia excelsa), східноафриканську хаю (Khaya anthotheca), кіліманджарське махагоні (Lovoa swynnertonii), марантес Гьотца (Maranthes goetzeniana), ньютонію Б'юкенена (Newtonia buchananii), філіколисту паркію (Parkia filicoidea), африканський ріцинодендрон (Ricinodendron heudelotii) та замбезійську терміналію (Terminalia sambesiaca).
У більш посушливих районах в глибині південного Сомалі, Кенії та північної Танзанії, у перехідній зоні між східноафриканськими прибережними лісами та акацієво-комміфоровими саванами, де середньорічна кількість опадів становить 500-700 мм, поширені чагарникові ліси. В цих рідколіссях домінують хурми Буссе (Diospyros bussei), крони яких зазвичай розташовані на висоті 9-15 м над землею, та мочійські манілкари (Manilkara mochisia). У перехідній зоні між прибережними лісами Танзанії та східними міомбовими рідколіссями домінують перехідні міомбові рідколісся, основу яких складають зеброві дерева (Brachystegia spiciformis).
Чагарникові ліси також зустрічаються в місцевостях, де під неглибокими, добре дренованими ґрунтами залягають коралові вапняки, а середньорічна кількість опадів становить 950-1200 мм. Ці чагарникові ліси складаються з невисоких вічнозелених дерев та великих кущів, а нерівний лісовий намет в них розташований на висоті 6-10 м над землею. Деякі дерева в цих лісах можуть досягати 8-15 м у висоту.
Загалом в межах екорегіону зустрічається понад 4500 видів рослин з 1050 родів, з яких кілька сотень видів є ендемічними. Більшість ендеміків зустрічається в сухих прибережних лісах. За останні тисячі років площа лісів в регіоні значно скоротилася, свідченням чого є наявність викопної смоли занзібарського копалового дерева (Hymenaea verrucosa) у багатьох прибережних районах, де наразі ліси відсутні. Причиною втрати лісів є діяльність людини, зокрема ведення землеробства, вирубка лісів на дрова та на будівельні матеріали.

## Фауна
В межах екорегіону зустрічається щонайменше 158 видів ссавців, що становить 17 % від загальної кількості афротропічних видів. Найбільш різноманітними групами ссавців є рукокрилі (58 видів), гризуни (понад 27 видів), хижі (19 видів), примати (14 видів) та землерийки (14 видів). Таке високе видове різноманіття пояснюється мозаїкою різних природних середовищ регіону, яке призводить до того, що у безпосередній близькості зустрічаються саванні, водно-болотні та лісові види тварин.
Серед великих ссавців, поширених в регіоні, слід відзначити саванного слона (Loxodonta africana), південного бушбока (Tragelaphus sylvaticus), чагарникову свиню (Potamochoerus larvatus), бабуїна (Papio cynocephalus), лева (Panthera leo), африканського леопарда (Panthera pardus pardus) та звичайного каракала (Caracal caracal). Ці тварини зазвичай зустрічаються на узліссях лісових масивів та на саванах і луках. В лісах регіону живуть блакитні дуїкери (Philantomba monticola), натальські дуїкери (Cephalophus natalensis), дуїкери Харві (Cephalophus harveyi) та суні (Nesotragus moschatus), в рідколіссях — великі куду (Tragelaphus strepsiceros), звичайні дуїкери (Sylvicapra grimmia) та африканські бородавочники (Phacochoerus africanus), на заплавних луках — звичайні редунки (Redunca redunca), в заростях на берегах водойм — смагляві коби (Kobus ellipsiprymnus), а в річках — звичайні бегемоти (Hippopotamus amphibius). Серед приматів, що зустрічаються в лісах та рідколіссях регіону, слід відзначити верветку (Chlorocebus pygerythrus), блакитну мартишку (Cercopithecus mitis), ангольського колобуса (Colobus angolensis), галаго Гарнетта (Otolemur garnettii) та товстохвостого галаго (Otolemur crassicaudatus), а серед інших ссавців — чорно-червону кущову білку (Paraxerus lucifer) та майже ендемічну зінджську сонячну білку (Heliosciurus undulatus).
В лісах та рідколіссях регіону мешкає багато ендемічних видів ссавців, зокрема занзібарські дуїкери (Cephalophus adersi), кенійські галаго (Paragalago cocos), сококські пухнастохвості мангусти (Bdeogale omnivora), сіроголові кущощури (Grammomys caniceps), селуські кущощури (Grammomys selousi), галерейні білозубки (Crocidura greenwoodi) та золотозаді стрибунці (Rhynchocyon chrysopygus). Дуже рідкісні кенійські колобуси (Piliocolobus rufomitratus) та оливкові мангабі (Cercocebus galeritus) є ендеміками лісів у долині кенійської річки Тана, а популяції цих видів нараховують близько 1000 особин. Ендеміком острова Унгуджа в Занзібарському архіпелазі є рідкісний занзібарський колобус (Procolobus kirkii). Завдяки заходам зі збереження наразі його популяція збільшується, а станом на 2019 рік вона нараховувала приблизно 5862 особини. Крім того, ендеміками регіону є низка видів кажанів та криланів, зокрема пембаські крилани (Pteropus voeltzkowi), кенійські лилики (Glauconycteris kenyacola), самотні нетопирі (Pipistrellus permixtus), танзанійські шерстисті кажани (Kerivoula africana) та приморські склеповики (Taphozous hildegardeae). Серед майже ендемічних представників регіону слід відзначити східного деревного дамана (Dendrohyrax validus), чорно-рудого стрибунця (Rhynchocyon petersi), сомалійського галаго (Galago gallarum), занзібарського галаго (Paragalago zanzibaricus), рондоського галаго (Paragalago rondoensis), танзанійського підковика (Rhinolophus deckenii) та реліктового східноафриканського крилана (Myonycteris relicta).
Високий рівень ендемізму також характерний для орнітофауни екорегіону. Більшість ендемічних птахів, що зустрічаються в регіоні, є спеціалістами з лісових середовищ. Пембанські вінаго (Treron pembaensis), острівні маріки (Cinnyris pembae), пембейські окулярники (Zosterops vaughani) та вогнисті сплюшки (Otus pembaensis) є ендеміками острова Пемба, танайська таміка (Cisticola restrictus) мешкає в акацієвих заростях у нижній течії Тани, а цитринові монархи (Erythrocercus holochlorus), білогорлі щеврики (Anthus sokokensis) та момбаські дятлики (Campethera mombassica) є ендеміками прибережних лісів континентальної частини регіону. Також ендеміками регіону є берегові щеврики (Anthus melindae), поширені на луках північно-східної Кенії та Сомалі, рувуйські ткачики (Ploceus holoxanthus), поширені в долинах річок на сході Танзанії, та рідкісні кенійські ткачики (Ploceus golandi), поширені в міомбових рідколіссях Кенії. Майже ендемічнними представниками регіону є кенійські сплюшки (Otus ireneae), кенійські турако (Tauraco fischeri), сірогруді тимелії (Illadopsis distans) та аманійські саїманги (Hedydipna pallidigaster), які також зустрічаються в гірських лісах Східної дуги, а також більш широко поширені плямисті квічалі (Geokichla guttata), сіроброві акалати (Sheppardia gunningi) та смугастогруді змієїди (Circaetus fasciolatus).
З 94 видів плазунів, поширених в регіоні, 47 видів є лісовими, а 34 види — ендемічними. Серед ендеміків регіону слід відзначити занзібарську дзьоборилу змію (Letheobia pallida), пембанського сліпуна (Letheobia pembana), пембанську вовчу змію (Lycophidion pembanum) та карликового гекона Хоуелла (Lygodactylus viscatus). В прибережних лісах регіону мешкають 14 видів амфібій, з яких два види —  лісові бананівки (Afrixalus sylvaticus) та мрорські лісові жаби (Mertensophryne howelli) — є ендемічними.
Багатоніжки, молюски та метелики також демонструють високе видове різноманіття та помірний рівень ендемізму. В екорегіоні зустрічається близько 1200 видів молюсків, з яких 125 видів зустрічаються лише в лісах, а 207 видів є ендемічними. Метелики регіону представлені 400 лісовими видами, з яких 75 видів є ендеміками.

## Збереження
Оцінка 2017 року показала, що 21 644 км², або 15 % екорегіону, є заповідними територіями. Природоохоронні території включають: Національний парк Арабуко-Сококе, Природний заповідник Аравале, Природний заповідник Боні, Національний заповідник Додорі та Природний заповідник гір Шімба в Кенії, Національний парк Джозані-Чвака-Бей, Національний парк Саадані, Морський парк острова Мафія, Національний парк гір Удзунгва та Мисливський резерват Селус в Танзанії, а також Національний парк Лаг-Бадана в Сомалі. У 2008 році до списку Світової спадщини ЮНЕСКО був внесений комплекс лісів кая — групу з десяти священних гаїв народу міджікенда, розташовану на південно-західному узбережжі Кенії. Ці ліси відіграють велике значення у збереженні рідкісних видів рослин та тварин: лише у одному лісі Кая-Кінондо росте 187 видів рослин, зустрічається 45 видів метеликів, понад 48 видів птахів та кілька рідкісних видів ссавців.